# Mount Pleasant (Tennessee)
Mount Pleasant és una població dels Estats Units a l'estat de Tennessee. Segons el cens del 2000 tenia 4.491 habitants.

## Demografia
Segons el cens del 2000, Mount Pleasant tenia 4.491 habitants, 1.815 habitatges, i 1.232 famílies. La densitat de població era de 156,9 habitants/km².
Dels 1.815 habitatges en un 33,3% hi vivien nens de menys de 18 anys, en un 44,6% hi vivien parelles casades, en un 19,2% dones solteres, i en un 32,1% no eren unitats familiars. En el 28,7% dels habitatges hi vivien persones soles el 13,7% de les quals corresponia a persones de 65 anys o més que vivien soles. El nombre mitjà de persones vivint en cada habitatge era de 2,43 i el nombre mitjà de persones que vivien en cada família era de 2,97.
Per edats la població es repartia de la següent manera: un 26,4% tenia menys de 18 anys, un 8% entre 18 i 24, un 28,2% entre 25 i 44, un 22% de 45 a 60 i un 15,4% 65 anys o més.
L'edat mediana era de 37 anys. Per cada 100 dones de 18 o més anys hi havia 75,2 homes.
La renda mediana per habitatge era de 32.004 $ i la renda mediana per família de 36.949 $. Els homes tenien una renda mediana de 31.285 $ mentre que les dones 22.599 $. La renda per capita de la població era de 16.345 $. Entorn del 14,9% de les famílies i el 18,5% de la població estaven per davall del llindar de pobresa.

## Poblacions més properes
El següent diagrama mostra les poblacions més properes.